# Обајгора
Обајгора је насеље у Србији у општини Бајина Башта у Златиборском округу. Према попису из 2022. било је 785 становника.

## Демографија
У насељу Обајгора живи 666 пунолетних становника, а просечна старост становништва износи 39,5 година (37,7 код мушкараца и 41,3 код жена). У насељу има 268 домаћинстава, а просечан број чланова по домаћинству је 3,11.
Ово насеље је великим делом насељено Србима (према попису из 2002. године).
|  |

| Демографија | Демографија | Демографија |
| Година      | Становника  | Становника  |
| ----------- | ----------- | ----------- |
| 1948.       | 874         |             |
| 1953.       | 864         |             |
| 1961.       | 831         |             |
| 1971.       | 697         |             |
| 1981.       | 744         |             |
| 1991.       | 838         | 829         |
| 2002.       | 834         | 841         |

| Етнички састав према попису из 2002.‍ | Етнички састав према попису из 2002.‍ | Етнички састав према попису из 2002.‍ | Етнички састав према попису из 2002.‍ | Етнички састав према попису из 2002.‍ |
| ------------------------------------ | ------------------------------------ | ------------------------------------ | ------------------------------------ | ------------------------------------ |
|                                      |                                      |                                      |                                      |                                      |
| Срби                                 | Срби                                 |                                      | 827                                  | 99,16%                               |
| Хрвати                               | Хрвати                               |                                      | 1                                    | 0,11%                                |
| непознато                            | непознато                            |                                      | 2                                    | 0,23%                                |

| Година пописа     | 1948. | 1953. | 1961. | 1971. | 1981. | 1991. | 2002. |
| ----------------- | ----- | ----- | ----- | ----- | ----- | ----- | ----- |
| Број домаћинстава | 163   | 154   | 172   | 167   | 200   | 239   | 268   |

| Број чланова      | 1  | 2  | 3  | 4  | 5  | 6  | 7 | 8 | 9 | 10 и више | Просек |
| ----------------- | -- | -- | -- | -- | -- | -- | - | - | - | --------- | ------ |
| Број домаћинстава | 41 | 64 | 56 | 59 | 31 | 15 | 1 | 0 | 1 | 0         | 3,11   |

| Пол    | Укупно | Неожењен/Неудата | Ожењен/Удата | Удовац/Удовица | Разведен/Разведена | Непознато |
| ------ | ------ | ---------------- | ------------ | -------------- | ------------------ | --------- |
| Мушки  | 351    | 108              | 225          | 10             | 8                  | 0         |
| Женски | 354    | 61               | 225          | 58             | 10                 | 0         |
| УКУПНО | 705    | 169              | 450          | 68             | 18                 | 0         |

| Пол    | Укупно                    | Пољопривреда, лов и шумарство | Рибарство                            | Вађење руде и камена | Прерађивачка индустрија       |
| ------ | ------------------------- | ----------------------------- | ------------------------------------ | -------------------- | ----------------------------- |
| Мушки  | 205                       | 50                            | 1                                    | 0                    | 78                            |
| Женски | 149                       | 52                            | 0                                    | 0                    | 42                            |
| УКУПНО | 354                       | 102                           | 1                                    | 0                    | 120                           |
| Пол    | Производња и снабдевање   | Грађевинарство                | Трговина                             | Хотели и ресторани   | Саобраћај, складиштење и везе |
| Мушки  | 15                        | 16                            | 13                                   | 11                   | 12                            |
| Женски | 0                         | 2                             | 20                                   | 11                   | 2                             |
| УКУПНО | 15                        | 18                            | 33                                   | 22                   | 14                            |
| Пол    | Финансијско посредовање   | Некретнине                    | Државна управа и одбрана             | Образовање           | Здравствени и социјални рад   |
| Мушки  | 0                         | 1                             | 4                                    | 1                    | 0                             |
| Женски | 0                         | 3                             | 4                                    | 3                    | 9                             |
| УКУПНО | 0                         | 4                             | 8                                    | 4                    | 9                             |
| Пол    | Остале услужне активности | Приватна домаћинства          | Екстериторијалне организације и тела | Непознато            | Непознато                     |
| Мушки  | 3                         | 0                             | 0                                    | 0                    | 0                             |
| Женски | 1                         | 0                             | 0                                    | 0                    | 0                             |
| УКУПНО | 4                         | 0                             | 0                                    | 0                    | 0                             |